# Коутс Бенд (Алабама)
Коутс Бенд (енгл. Coats Bend) насељено је место без административног статуса у америчкој савезној држави Алабама.

## Демографија
По попису из 2010. године број становника је 1.394.
| Група             | 2000.    | 2010.         |
| Белци             | 0 (0,0%) | 1.169 (83,9%) |
| Афроамериканци    | 0 (0,0%) | 175 (12,6%)   |
| Азијати           | 0 (0,0%) | 0 (0,0%)      |
| Хиспаноамериканци | 0 (0,0%) | 12 (0,9%)     |
| Укупно            | 0        | 1.394         |